# Migita Asa

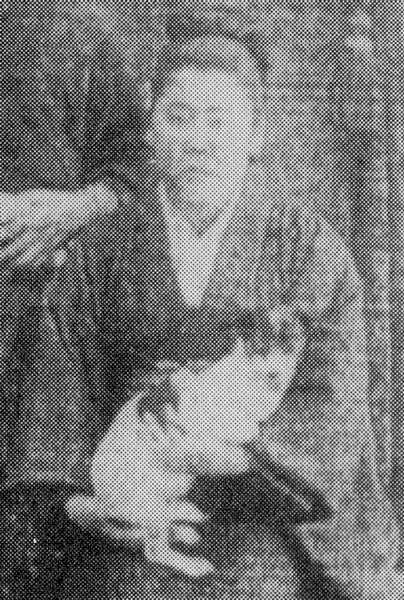
Asa Migita

Migita Asa (japanisch 右田 アサ, auch: Migita Asako (右田 朝子); geboren 4. Dezember 1871 in Masuda, Präfektur Hamada (heute: Präfektur Shimane); gestorben 5. August 1898, Präfektur Tokio) war eine japanische Ärztin der Meiji-Zeit. Erst in der Heisei-Zeit, also rund 100 Jahre später, erkannte man die Leistungen, die Asa in ihrem kurzen Leben vollbrachte, und würdigte ihr Leben und Schaffen als erste japanische Augenärztin hervorgerufen durch die Wiederentdeckung eines Gedenksteins.

## Leben und Schaffen
Asa wurde 1871 als Tochter der Familie Terai in Masuda geboren. Mit sieben Jahren wurde sie von der Familie Migita adoptiert. Nachdem Asa die Grundschule mit sehr guten Leistungen abgeschlossen hatte, besuchte sie eine Privatschule, die auch von Jungen besucht wurde. Mit 16 Jahre beschloss sie Ärztin zu werden, doch bevor sie erfolgreich die medizinische Eingangsprüfung (医術開業試験) absolvieren konnte, verarmte die Familie Migita, sodass sie das Schulgeld nicht aufbringen konnte. Ein Bekannter bot Unterstützung an nach dem Grundsatz „das Glück der Frau sei, zu heiraten und sich um die Familie / den Haushalt zu kümmern“, was Asa missbilligte und ablehnte. Ihr Großvater hingegen war der damals ungewöhnlichen Auffassung, dass es keinen Grund gäbe, nicht auch eine außergewöhnliche Frau zu unterstützen und er half Asa.
1887 ging Asa nach Tokio, wo sie als Frau, und das war zur damaligen Zeit eine große Ausnahme, an einer medizinischen Hochschule, der 済生学舎, Saisei Gakusha, (heute: Nippon Medical School) eine Ausbildung zur Ärztin begann. Die zweite große Ausnahme zu jener Zeit war Yayoi Yoshioka, die ebenfalls Ärztin wurde.
1889 bestand sie die erste Halbjahresprüfung, fiel jedoch bei der zweiten Halbjahresprüfung 1892 durch. Die Nachprüfung im Dezember verpasste Asa schließlich, weil sie sich um einen krank gewordenen Schulfreund kümmerte. Zudem änderte sich das Prüfungssystem. Um an der Prüfung teilzunehmen, war nunmehr ein Zertifikat über ein sogenanntes „Bed Side Learning“ (臨床実習, Rinshō Jusshū) notwendig. 1893 konnte Asa diese Praktikum erfolgreich absolvieren.
Nach dem Abschluss ihrer medizinischen Ausbildung arbeitete Asa zunächst bei dem Chirurgen Yoshinori Tashiro (1864–1938) in dem nach ihm benannten Krankenhaus. Da man aber ihren medizinischen Fähigkeiten als Ärztin nicht traute, betraute man sie im Krankenhaus mit den Arbeiten einer Krankenschwester wie dem Verbandswechsel und dem Transport der Patienten. Sie arbeitete in diesem Krankenhaus, um das Geld für ihre Ausbildung zurückzahlen zu können, wurde es aber im Sommer 1894 leid, diese ihrer Qualifikation unangemessene Arbeit fortzuführen, und beendete ihre Tätigkeit.

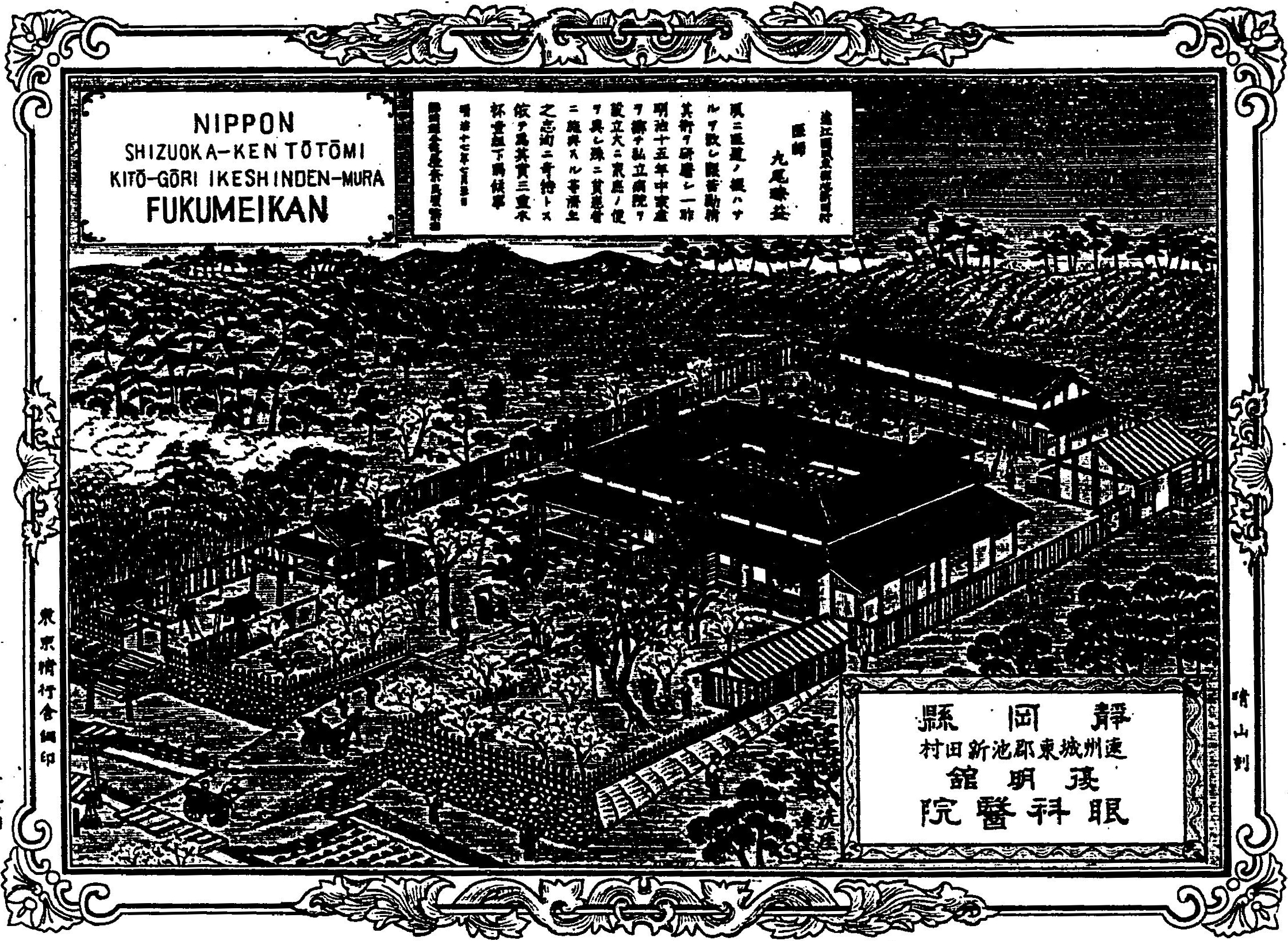
Panoramaansicht des Fukumeikan

1895 wurde Asa zufällig auf den damals schon bekannten Augenarzt Tatsuya Inoue (1848–1895) aufmerksam, der Leiter der Ochanomizu-Augenklinik (später die Inoue-Augenklinik) wurde. Sie besuchte die Klinik und beschloss dort zu arbeiten. Obwohl Tatsuya erstaunt war über Asas Ansinnen, stellte er sie ein, wodurch sie mit 23 Jahren die erste japanische Augenärztin wurde. Obgleich sie von ihren männlichen Kollegen gemieden wurde, hatte sie Freude an dieser Arbeit und entwickelte ihre Fähigkeiten, sodass sie bald als Assistentin bei Augenoperationen mitwirkte. 1896 besuchte Asa auf Einladung des Augenarztes Maruo Kōdō (1840–1914) die Augenklinik „Fukumeikan“ (復明館) in Ikeshinden in der Präfektur Shimane. Maruo reiste zu jener Zeit häufig nach Tokio, um nach begabten Ärzten Ausschau zu halten.
Als im Dezember 1895 Tatsuya Inoue starb, kehrte sein Sohn Tatsushichirō Inoue (1869–1902) 1897 von seinen Auslandsstudien in Berlin und Leipzig nach Japan zurück und übernahm die Leitung der Augenklinik. Von seinem Vater wusste Tatsushichirō um die Bemühungen Asas und ihren Wunsch ebenfalls in Deutschland zu studieren, was er ihr auch ermöglichen wollte. Zur gleichen Zeit rief er den Alumniverein der Ochanomizu-Augenklinik als wissenschaftliche Gesellschaft ins Leben, in der auch Asa mitwirkte. Asa präsentierte dort Daten zur Behandlung und Diagnose von Augenkrankheiten aus eigener Forschung.
Kurz bevor Asa ihr Auslandsstudium in Deutschland antreten konnte, erkrankte sie an Lungentuberkulose, woraufhin sie 1898 im Alter von nur 26 Jahren in Tokio starb. Asa verfügte in ihrem Testament, dass ihre Augen zu medizinischen Forschungszwecken gespendet werden. Das ist die erste bekannte Organspende in Japan. Ihr Grab befindet sich auf dem Gelände des Tempels Kyōon-ji in ihrer Heimatstadt Masuda.

## Epilog
Unmittelbar nach Asas Tod sammelten Freunde Geld, um mit einem Gedenkstein an Asas Leistungen als Augenärztin und ihre Person zu erinnern. Daraufhin wurde 1899 auf dem Gelände des Dairyū-ji im Stadtbezirk Kita in Tokio und ganz in der Nähe von Tatsuya Inoues Grab ein Gedenkstein mit der Aufschrift Joi Migita Asako no hi (女醫右田朝子之碑, etwa: „Gedenkstein für die Augenärztin Asako Migita“). aufgestellt. Der Gedenkstein geriet jedoch in Vergessenheit und wurde exakt 100 Jahre später im Jahr 1999 wiederentdeckt. Zu diesem Zeitpunkt war Asa in ihrer Heimat weitgehend unbekannt. Die Wiederentdeckung brachte ihr Leben und Schaffen ans Licht und so erfuhr Asa eine späte Würdigung. 2001 befasste sich eine Ausstellung zum Thema Frauen und Arbeit im Miraikan, 2002 eine Ausstellung in der Stadtbibliothek Masuda mit dem Titel „Migita Asa - die erste Augenärztin Japans“ mit ihrem Leben und Wirken. Es folgte eine Vielzahl von Artikeln, die Asa bekannt machten. Durch die Ausstellung in Masuda entdeckte man Asas Tagebuch. Die Stadt wie die Präfektur Shimane beschlossen daraufhin das Wirken dieser wichtigen Persönlichkeit der Präfektur weiter zu erforschen. In der Folge publizierte der Augenarzt Masato Wakakura 2012 ein Buch über Asa mit dem Titel Takatsu-gawa Nihonhatsu no josei gankai Migita Asa (高津川 日本初の女性眼科医 右田アサ), in Ermangelung konkreter Lebensdaten, ein fiktionales Werk über Asa, das auf ihrem Tagebuch beruht.